# Sings for Johnny Smith
| Recensione | Giudizio |
| ---------- | -------- |
| AllMusic   | [ 1 ]    |

Sings for Johnny Smith è il primo album discografico della cantante jazz statunitense Beverly Kenney, pubblicato dall'etichetta discografica Roost Records nel febbraio del 1956.

## Tracce
Lato A
1. Surrey with the Fringe on Top – 2:07 (Oscar Hammerstein II, Richard Rodgers)
2. Tis' Autumn – 2:26 (Henry Nemo)
3. Looking for a Boy – 2:18 (Ira Gershwin, George Gershwin)
4. I'll Know My Love (Greensleeves) – 2:31 (Buddy Kaye, Lee Jones)
5. Destination Moon – 2:18 (Roy Alfred, Marvin Fisher)
6. Ball and Chain (Sweet Lorraine) – 3:00 (Mitchell Parrish, Cliff Burwell)

Lato B
1. Almost Like Being in Love – 2:08 (Alan Jay Lerner, Frederick Loewe)
2. Stairway to the Stars – 2:48 (Mitchell Parish, Matty Malneck, Frank Signorelli)
3. There Will Never Be Another You – 2:09 (Mack Gordon, Harry Warren)
4. This Little Town Is Paris – 3:05 (Milton Schwartz)
5. Moe's Blues – 2:15 (M. King)
6. Snuggled on Your Shoulder – 2:26 (Joe Young, Carmen Lombardo)

## Musicisti
- Beverly Kenney - voce
- Johnny Smith - chitarra
- Bob Pancoast - pianoforte
- Knobby Totah - contrabbasso
- Mousie Alexander - batteria